# 전영 (가수)
전영(1958년 5월 28일 ~ , 본명 전미희)은 대한민국의 여성 가수이다.
1977년에 앨범 《어디쯤 가고 있을까》로 데뷔하였다.

### 앨범
- 1977년 어디쯤 가고 있을까